# 空港警備
空港警備（くうこうけいび）とは、空港における主に警備会社が行う警備の通称であって実際には施設警備業務と空港保安警備業務に分かれる。
具体的には以下の様な業務がある。
施設警備業務
- 空港ターミナルビル内の保安警備
- エプロンや場周道路上の監視・巡回警備（ランプパトロール）
- 空港敷地（制限区域）と敷地境界線に於ける巡回警備（外周巡回）
- 監視塔警備
- 航空運航施設の警備（管制塔等）
- 駐機警備（機側警備）
- 車両ゲート警備（有人ゲート通門管理）

施設警備業務に付帯する業務
- 空港消防

空港保安警備業務
- 航空機に搭乗する旅客の身体検査と携行手荷物の検査（出発保安検査）
- 航空会社に預け貨物室に積載する旅客手荷物の検査（受託手荷物検査）
- 旅客以外で保安区域に立ち入る人間・物への検査（従業員保安検査）

## 出発保安検査

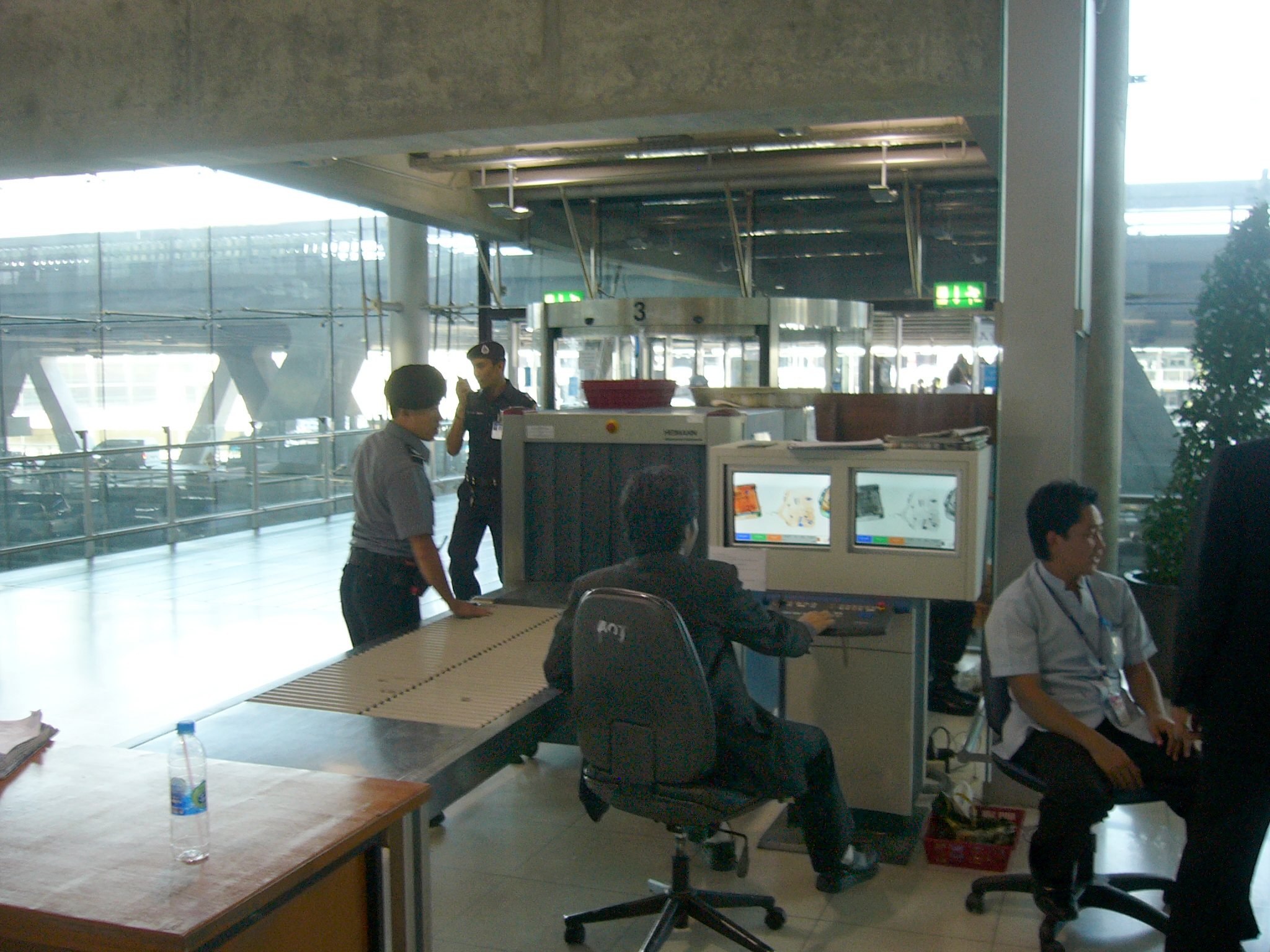
X線検査

航空機に搭乗する旅客の身体検査と、その旅客の機内持ち込み手荷物の検査のこと。各航空会社の定める輸送約款に基づき、固定式金属探知機やボディースキャナーにて旅客の身体、X線にて携行手荷物に国際民間航空機関（ICAO）及び国際航空運送協会（IATA）の危険品取扱規則や航空会社の「別途に定められた物品」を検出する業務を行う。
検出した物件はその場で放棄するか、受託可能な物件であれば航空会社カウンターへ一度戻って受託手荷物にする必要がある。なお、各航空会社が定める手続きの締切時間が過ぎている場合は受託することができない。LCC（格安航空会社）によっては国内大手航空会社と異なり、締切時間が早い場合や受託の際に料金が発生する場合があるので注意が必要である。
拳銃や刃渡りの長いナイフ、メリケンサックや警棒、爆発物等（法定所持禁止品）が検出された場合は警察に通報する。警察に引き渡されると、予約している便への搭乗ができない場合がある。
一部の国際空港では、全身スキャナー（ボディスキャナー）を用いて、保安検査を実施している。
これまで日本の保安検査は様々な強化・対策等が行われてきているが、その背景にはこれまでの過去や歴史が大きく関与する。
大きな例が、アメリカ同時多発テロ事件やよど号ハイジャック事件、全日空61便ハイジャック事件などが挙げられる。

## 航空会社に預け貨物室に積載する旅客手荷物の検査（受託手荷物検査）
X線を用いて受託手荷物内の危険物を検出する検査のこと。この検査では出発保安検査とは少し異なり、検出する物件は主に輸送禁止品と呼ばれる物件である。輸送禁止品は出発保安検査で検出する物件とほぼ変わらないが、凶器類は含まれない。これは、凶器類が人の手元になければ脅威となり得ないためである。なお、リチウム電池や喫煙用ライター（1個のみ）など受託はできないが機内へ持ち込みはできる物件も存在する。
空港によってはシステムが異なり、受託する手荷物を先に検査してから航空会社カウンターで受託するタイプと、受託する手荷物を先に航空会社カウンターで係員に渡してからソーティング場（荷捌き場）に降りるまでの道中で検査するタイプ（インライン・スクリーニング・システム）がある。インライン・スクリーニング・システムで検出された輸送禁止品は、搭乗ゲートで旅客立会いの下で当該手荷物を確認する。

## 旅客以外で保安区域に立ち入る人間・物への検査
旅客以外で保安区域（搭乗ゲートや待合室が含まれる）に立ち入る人間や持ち込まれる物に対する保安検査のこと。ここでの旅客以外の人間とは、空港職員やCA、パイロット、保安区域内の店舗で働く従業員などのことをいう。また、持ち込まれる物とは前記した人間の私物・携行品はもちろん、保安区域内で販売される飲食物・おみやげ等の販売品などのことをいう。
ここでの検査の内容は、旅客に対する出発保安検査と変わらない。
この検査が義務付けられた大きな要因のひとつに、全日空61便ハイジャック事件が挙げられる。当事件の犯人は、大学生時代に羽田空港でのグランドハンドリング業務を経験しており、犯行当時ではないものの空港の業務に従事していた人間であることが分かっている。また、昨今のテロ事情において、ホームグロウン・テロリズムと呼ばれるテロリズムが認知され始め、直接テロリストに関係のない人間でも自国でテロ行為に及ぶ、いわゆる内部脅威に対しての恐ろしさを知らしめていることもひとつの要因である。これらを受け、空港の業務に従事する人間であってもハイジャック等の不法行為を犯す危険性を鑑みて、従業員等への保安検査を義務付けるに至った。
ちなみに、当然ではあるが旅客に対する保安警備を行う警備員に対しても同様の検査を行う。

## ターミナルビル内の保安警備
ターミナルビルの供用規則や運用規則に基づきターミナルビル内に於ける治安を維持する業務。範囲は多岐にわたり、保安の他、防災、急病人発生時の応急処置や催事警備等を行う。また、航空機の運航上最も重要な制限区域（搭乗前保安検査を終えた出発旅客、検査を通過した職員と、他空港に於いて検査を通過し到着した到着旅客が混在する区域）に於ける保安警備も行う。
制限区域には一般区域と接する出入り口があり、もしも出入り口を突破し制限区域内に凶器を持った犯人が侵入した場合航空の運航が危険にさらされる為である。国内空港では構造上それを許さない構造となっているが常に警戒が必要な重要な業務である。実際に、同区域内には一般旅客は武器となり得る物は持ち込めず、武器や護身用具を携行し同区域に立ち入れるのは、警戒に当る警察官や囚人の護送に当たる司法官憲、保安巡回を担当する警備員に限定されている（これらの全員が制限区域立入承認証の取得を義務付けられている）。
制限区域と一般区域をつなぐ出入り口の施錠忘れ、その他のミスにより、制限区域内に危険物が持ち込まれた恐れがあるとして、制限区域内にいる乗客を全員一般区域に出して、再度保安検査を受け直させるトラブルが度々発生している。

## 駐機警備（機側警備）
駐機警備はスポット等に駐機する航空機に不審者が近づく事を警戒する業務である。外国の政府専用機等が駐機する場合、警察官や当該機の政府機関が警戒に当たるが、警備員が配置される場合がある。国内空港でもアメリカ同時多発テロ事件以後当局からの民間旅客機が駐機する際にテロ対策の観点から専任の警備員を配置するように通達が出された。

## 空港警備を実施している警備会社
- 航空保安事業センター
- ALSOK
- セコム
- にしけい
- セノン
- ジェイ・エス・エス
- 東邦警備保障
- 羽田エアポートセキュリティー
- ANAスカイビルサービス株式会社
- KSPグループ
- ライジングサンセキュリティーサービス
- 全日警
- 東海警備保障